# Frogns kommun
Frogns kommun (norska: Frogn kommune) är en kommun i landskapet Follo i Akershus fylke i sydöstra Norge. Kommunens centralort är staden Drøbak.

## Administrativ historik
Frogns kommun upprättades den 1 januari 1838 (som Frogn formannskapsdistrikt) när Formannskapslovene från 1837 trädde i kraft. Kommunen hade då i stora drag samma omfattning som större delen av den nuvarande kommmnen. Staden Drøbak utgjorde dock en egen kommun, en stadskommun.
Den 1 januari 1912 byttes två områden mellan Frogns och Ås kommuner. Nio invånare i Ås kommun hamnade i Frogns kommun och tolv invånare i Frogns kommun hamnade i Ås kommun.
Den 1 januari 1962 gick Drøbaks kommun upp i Frogns kommun.  
Den 1 januari 1969 överfördes ett område med två invånare från Ås kommun till Frogns kommun.

## Tätorter
I Frogns kommun finns en tätort:
- Drøbak (centralort)

## Socknar
Inom Norska kyrkan motsvaras Frogns kommun av Drøbak og Frogns socken i Søndre Follo prosteri i Borgs stift.